# Balclutha obunca
Balclutha obunca är en insektsart som beskrevs av Blocker 1967. Balclutha obunca ingår i släktet Balclutha och familjen dvärgstritar. Inga underarter finns listade i Catalogue of Life.